# Canal de Navarrés
Canal de Navarrés é uma comarca da província de Valência. Sua capital é Enguera.